# Spätere Han-Dynastie (Fünf Dynastien)
Die Spätere Han-Dynastie (chinesisch 後漢 / 后汉, Pinyin Hou Han, 947–950) war eine sehr kurzlebige Dynastie des Shato-Turkvolks von 947 bis 950, eine der Fünf Dynastien während der Zeit der Fünf Dynastien und Zehn Reiche. Ihren jetzigen Namen erhielt sie erst später. Die Dynastie wurde 947 von Liu Zhiyuan gegründet, der die Spätere Jin-Dynastie (Hou Jin) besiegte und sich zum Kaiser der Späteren Han-Dynastie ausrief. Ihre Hauptstadt war Bian 汴 (heute Kaifeng, Henan). Die Dynastie währte vier Jahre und hatte zwei Herrscher. Im Jahr 950 wurde sie von der Späteren Zhou-Dynastie (Hou Zhou) bezwungen.

## Herrscher
| Tempelname | Postumer Titel  | Name                       | reg.    | Äranamen und -dauer              |
| ---------- | --------------- | -------------------------- | ------- | -------------------------------- |
| Gāozǔ 高祖 |                 | Liǔ Zhīyuǎn 刘知远/劉知遠  | 947-948 | Tiānfú 天福 947 Qiányòu 乾祐 948 |
|            | Yǐndì 隐帝/隱帝 | Liǔ Chéngyòu 刘承祐/劉承祐 | 948–950 | Qiányòu 乾祐 948–950             |

## Anmerkung
Als Spätere Han-Dynastie (Hou Han) wird auch die Östliche Han-Dynastie bezeichnet. Die Namen beider Dynastien werden auch im Chinesischen gleich geschrieben.

### Nachschlagewerke
- Cihai („Meer der Wörter“). Shanghai cishu chubanshe, Shanghai 2002, ISBN 7-5326-0839-5.